# 篠田町 (春日井市)
篠田町（しのだちょう）は愛知県春日井市中南部にある町名。丁番を持たない単独町名である。

## 地理
- 東部を王子町、南西部を小野町、南東部を下条町、北部を柏井町と隣接している。

### 河川
- 地蔵川 ： 町の北を東西に西流。

## 世帯数と人口
2019年（平成31年）4月1日現在の世帯数と人口は以下の通りである。
| 町丁   | 世帯数  | 人口  |
| ------ | ------- | ----- |
| 篠田町 | 180世帯 | 465人 |

### 人口の変遷
国勢調査による人口の推移
| 1995年（平成7年）  | 295人 | [ 5 ] |  |
| 2000年（平成12年） | 344人 | [ 6 ] |  |
| 2005年（平成17年） | 368人 | [ 7 ] |  |
| 2010年（平成22年） | 362人 | [ 8 ] |  |
| 2015年（平成27年） | 476人 | [ 9 ] |  |

## 学区
市立小・中学校に通う場合、学区は以下の通りとなる。また、公立高等学校に通う場合の学区は以下の通りとなる。
| 番・番地等 | 小学校               | 中学校               | 高等学校 |
| ---------- | -------------------- | -------------------- | -------- |
| 全域       | 春日井市立小野小学校 | 春日井市立中部中学校 | 尾張学区 |

## 交通

### 最寄り駅
- JR東海中央本線 勝川駅・春日井駅

## その他

### 日本郵便
- 郵便番号 : 486-0922[3]（集配局：春日井郵便局[12]）。